# Helena Dragaš
Helena Dragasz (ur. ok. 1372, zm. 23 marca 1450 roku w Konstantynopolu) – cesarzowa bizantyńska, matka ostatniego cesarza Bizancjum – Konstantyna XI Dragasza.

## Życiorys
Była córką Konstantina Dragaša – władcy państewka na południu Bułgarii i wschodniej Macedonii, ze stolicą w Kiustendił (Велбъжд). Jej ojciec zginął w 1395 w bitwie na Rowinie, jako wasal sułtana Bajazyda I Błyskawicy. Wyszła za Manuela II Paleologa 10 lutego 1392. Dziećmi Heleny i Manuela byli między innymi:
- Jan VIII Paleolog – cesarz Bizancjum w latach 1425-1448,
- Konstantyn XI Dragazes – cesarz Bizancjum w latach 1449-1453,
- Teodor II Paleolog – despota Morei
- Demetriusz II Paleolog – despota Mistry i Morei
- Tomasz Paleolog – despota Mistry i Morei
- Andronik (1400, zm. 1428) – despota Tesalonik

Przeżyła swego męża o prawie 25 lat. Po jego śmierci przebywała w klasztorze, wywierając wpływ na politykę państwa. Doprowadziła do objęcia tronu przez Konstantyna, a nie przez jego brata Demetriusza.